# 大川信子
大川 信子 (おおかわ のぶこ、1970年10月12日 - ）は、大韓民国で活動する日本のタレント、フリーアナウンサー。

## 人物・経歴
兵庫県出身、血液型A型。　

## 出演
ドラマ
- アジア合作準主演助演作品
- 韓日中ドラマ「SWAN」 -  看護士 ナオミ役
- 日中韓ドラマ「君の顔を愛する〜偶然 in JAPAN」 - トモミ 役
- 「キム課長とソ理事〜Bravo! Your Life〜」「82年生まれ、キム・ジヨン」「異世界の皇妃」「イミテーション」「すべてあなただった」「掃除屋K」「クルーズ」「宇宙家族ジョリポリー」日本語朗読ナレーション

番組
- 韓国SBS「外国人食客団」 - MC
- 韓国MBC「気分の良い日」 - 日本リポーター
- チャンネルJ「ハロージャパン」
- チャンネルJ「日本人も知らない日本旅行」 - ナビゲーター
- アリランTV「Kカルチャーエリート」 - ゲスト出演 料理対決
- TV TOKYO 「レディス4」 - 準レギュラー
- KBS京都「NEWSワイド京都」 - サブキャスター
- KBS京都「競馬中継」 - MC
- KBS京都「かたつむり大作戦」 - MC
- 毎日放送 情報旅番組「関西を歩く」 - リポーター

インタビュー
- 韓国映画芸能誌「STAR FOCUS」8.9月号 - 3ページ単独インタビュー
- 在大韓民国日本国大使館 広報誌2018 10月号 - 単独インタビュー
- 在大韓民国日本国大使館 広報誌 2021 10月号 - 広報メセナ単独インタビュー

イベントMC
- 日韓国交正常化50周年記念公式祝賀行事司会
- 在大韓民国日本国大使館広報文化院
- 駐日韓国大使館 韓国文化院トークショー
- 韓国観光公社  釜山観光公社
- 市川崑監督×浅野優子×大川信子
- 映画「いちげんさん」　塩谷俊監督×大川信子
- 大阪ガス100周年 記念式典 総合司会
- ニッセン海外表彰式〜オーストラリア、アメリカ、韓国〜
- ニッセン海外トークショー〜市田ひろみ×大川信子、ワハハ本舗梅垣 義明×大川信子、ユンソナ×大川信子〜
- イチロー観戦ツアートークショー　シアトル
- ソジソプ in USJ ウォーターワールドトークショー ソジソプ×大川信子
- ドラマ「コーヒープリンス1号店」最終回ライブトークショー　コン・ユ×大川信子
- 集英社トークショー SHIHO×大川信子
- 東京モーターショー　大阪モーターショー

その他
- 2021 日韓交流お祭りin Seoul 初代広報メセナ
- 2020 韓国ファースト財団 Mrs First Queen of the Asia アンバサダーゴールドクラス日本代表
- 2018 KOCCA韓国文化コンテンツナビゲーター
- 2017 WEBドラマフェスティバル 日韓中ドラマ「スワン」助演アンサンブル賞ノミネート
- 2010 韓国重要無形文化財第1号　ユネスコ世界無形文化遺産　宗廟 大祭 VIP招待参加
- JYJ キムジュンスプロデュースガールズグループKPOPアイドル講師
- KBS 芸能人 サッカーチーム 特別会員
- セレッソ大阪 初代マスコット「リンダス・セレッソ」